# Exposition universelle de 1853
L'Exposition universelle de 1853 (Officiellement Exhibition of the Industry of All Nations) désigne une Exposition internationale qui s'est tenue à New York en 1853.

## Histoire
Cette exposition universelle, la première sur le sol américain, faisait suite à la très réussie Exposition universelle de 1851 à Londres. Son but était de présenter les nouvelles réalisations industrielles du monde comme de montrer la fierté nationaliste d'un pays encore jeune ainsi que les valeurs qu'il représentait. Jacob Aaron Westervelt, alors maire de New York, était président du comité d'exposition, le surintendant général en étant Samuel Francis Du Pont.
Inaugurée le 14 juillet 1853 par le nouveau président Franklin Pierce, l'Exposition attirera plus d'un million de visiteurs jusqu'à sa fermeture le 14 novembre 1854. Cette fréquentation de masse stimula le tourisme et la construction immobilière (notamment les hôtels) mais l'Exposition clôtura en pertes de 300,000 $. L'emplacement en était l'actuel Bryant Park. L'Exposition avait son propre palais d'exposition de fer et de verre directement inspiré par le Crystal Palace de Londres, le New York Crystal Palace (en) (en), œuvre de l'architecte allemand Karl Gildemeister et du Danois Georg Carstensen. Un incendie détruira ce palais le 5 octobre 1858.
Le poète américain Walt Whitman écrivit un poème enthousiaste, « The Song of the Exposition » à cette occasion.

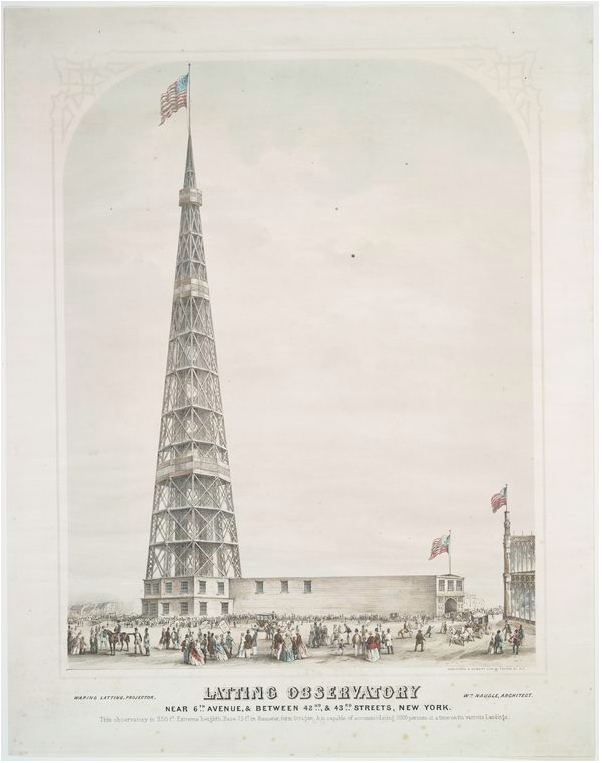
Le Latting Observatory en 1853.

Jouxtant le Crystal Place, l'Observatoire de Latting, tour de bois de 96 m de haut permettait aux visiteurs de voir jusqu'au Queens, Staten Island et New Jersey. Cette tour, plus élevée que la flèche de Trinity Church (88 m), fut la structure la plus haute de New York de sa construction en 1853 jusqu'à sa destruction par un incendie le 30 août 1856,.

## Expositions marquantes
- L'Exposition fut l'occasion pour Elisha Otis de présenter un ascenseur équipé d'un dispositif de sécurité qui s'actionnait automatiquement si le câble de levage devait éclater. Cette invention répondait à une préoccupation majeure du grand public concernant la sécurité des ascenseurs. Trois ans plus tard, Otis installait le premier ascenseur des États-Unis dans un magasin de New York.
- David Alter dévoila une méthode pour produire et purifier le brome des puits de sel, ce qui était très utile en sidérurgie.
- La première voiture à pédales du monde fut exposée.

## Sources
- (en)/(de) Cet article est partiellement ou en totalité issu des articles intitulés en anglais « Exhibition of the Industry of All Nations » (voir la liste des auteurs) et en allemand « Exhibition of the Industry of All Nations (1853) » (voir la liste des auteurs).